# Britannia prima

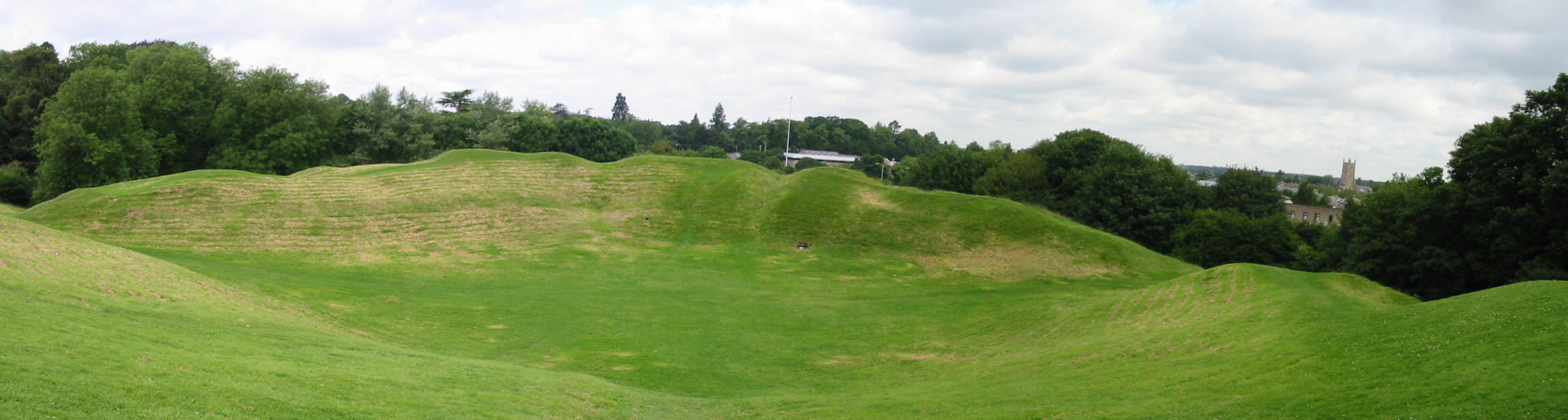
Amphitheater von Corinium, Hauptstadt der Provinz Britannia prima

Die Britannia prima war eine der vier spätantiken Provinzen des Römischen Reiches im heutigen Großbritannien und hatte ihre Hauptstadt in Corinium Dobunnorum, dem heutigen Cirencester in der Grafschaft Gloucestershire. Im Zuge der Verwaltungsreform unter Kaiser Diokletian zu Anfang des 4. nachchristlichen Jahrhunderts entstanden, umfasste die Provinz das heutige South West England und Wales.
Diokletian ließ damals die Provinzen verkleinern und ihre Anzahl deutlich erhöhen, er teilte jedoch gleichzeitig das Römische Reich in zwölf höhere Verwaltungseinheiten, die Diözesen. Britannien und ein Teil Galliens bildeten zur Regierungszeit des Diokletian jedoch zehn Jahre lang ein Sonderreich unter dem Usurpator Carausius und seinem Nachfolger Allectus.
Wahrscheinlich war es daher nach der Rückeroberung Britanniens durch den Caesaren Constantius Chlorus und dessen Einzug in Londinium (London) im Jahre 296, dass die Provinz Britannia superior in die Provinzen Britannia prima und Britannia Caesariensis geteilt wurde. Der Provinz um London blieb der ehrenvolle Beiname des Caesars, das frühere Britannia inferior im Norden wurde allerdings zu Britannia secunda.
Die damals schon zweitgrößte Stadt Britanniens, Corinium, erlebte als Hauptstadt von Britannia prima einen weiteren Aufschwung. Unter Kaiser Julian, der vom Christentum wieder zum Heidentum übergetreten war, ließ der Statthalter Lucius Septimus eine Säule zu Ehren des früheren Staatsgottes Jupiter errichten.
Eine reiche Sammlung von Funden aus dieser Provinz bietet das Corinium Museum in Cirencester, das im Juni 2005 wiedereröffnet wurde. Das Museum ist für seine Sammlung römischer Mosaikböden bekannt, die großteils der so genannten Corinischen Schule entstammen.